# 24-Stunden-Rennen von Le Mans 2025

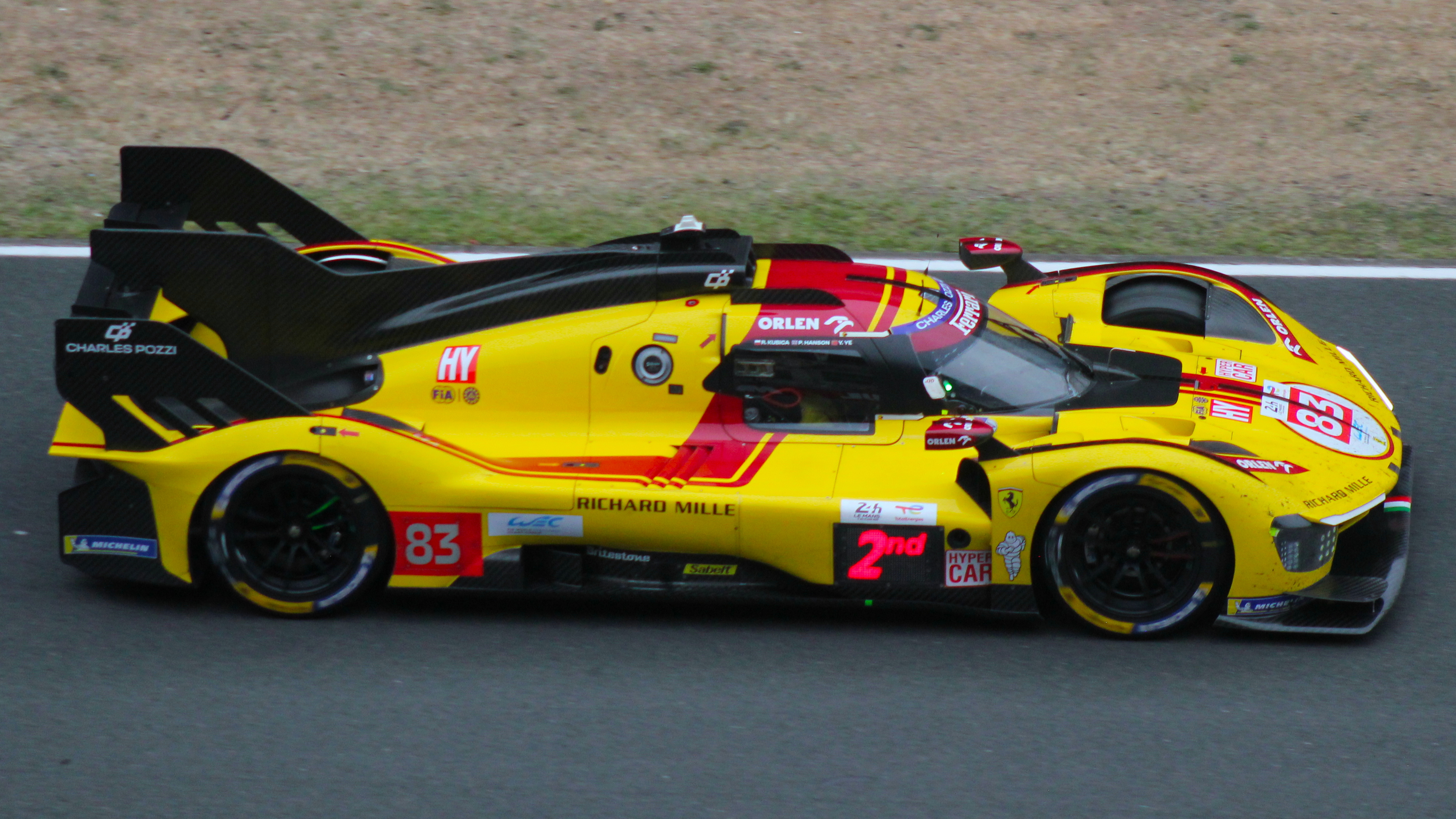
Ferrari 499P mit der Startnummer 83 nach dem Zieleinlauf, Siegerwagen von Philip Hanson, Robert Kubica und Ye Yifei

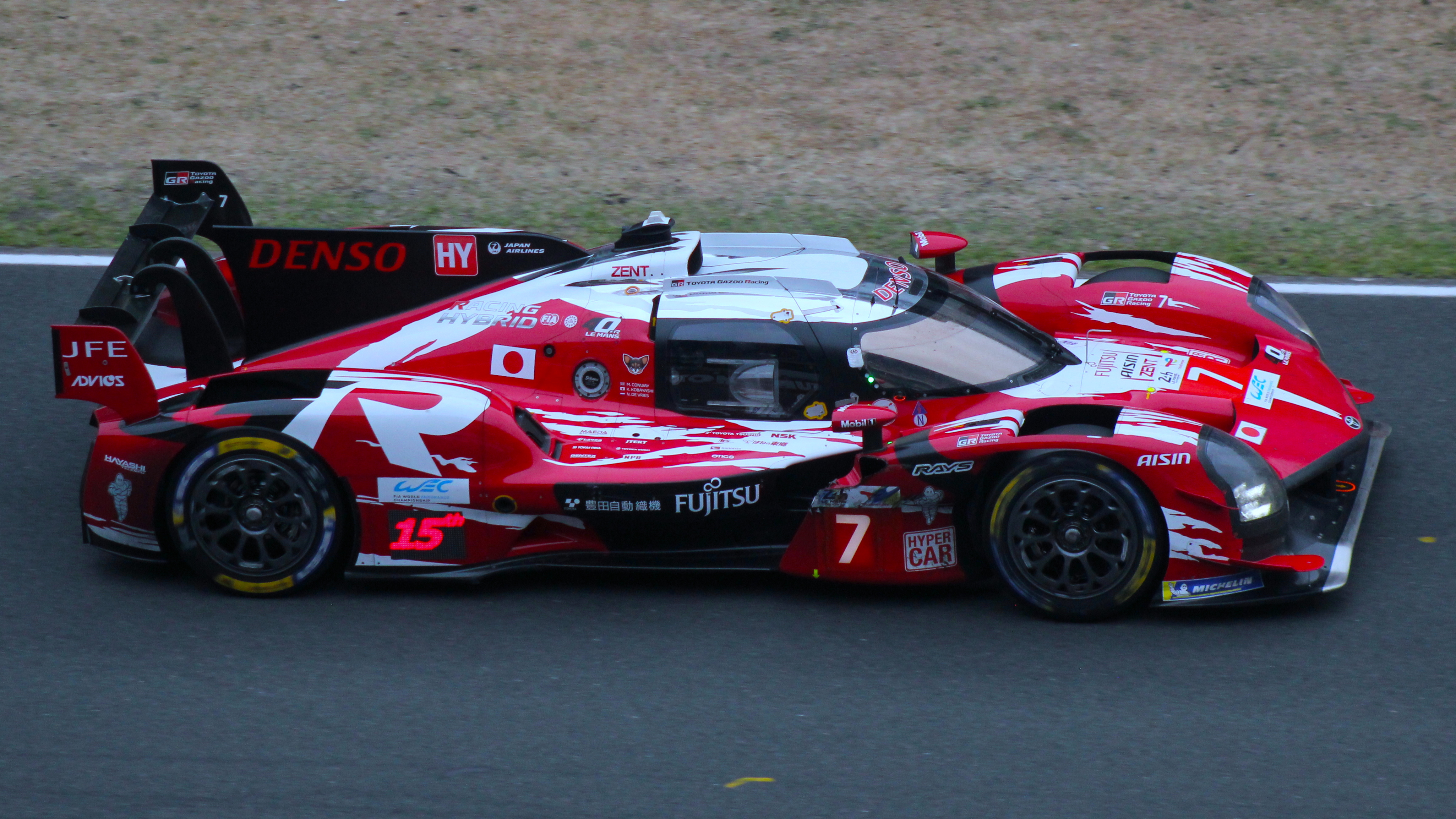
Sonderlackierung am Toyota GR010 Hybrid von Mike Conway, Kamui Kobayashi und Nyck de Vries; Sechster Gesamtrang

Das 93. 24-Stunden-Rennen von Le Mans, der 93e Grand Prix d’Endurance les 24 Heures du Mans, auch 24 Heures du Mans, fand am 14. und 15. Juni 2025 auf dem Circuit des 24 Heures statt.

## Das Rennen
Zum dritten Mal in Folge gewann eine Ferrari-499P-Mannschaft das Rennen. Diesmal siegten Philip Hanson, Robert Kubica und Ye Yifei im von AF Corse privat gemeldeten Wagen. Für Robert Kubica und Ye Yifei war der Gesamtsieg eine besondere Genugtuung. 2021 scheiterten die beiden Fahrer (dritter Pilot war damals der Schweizer Louis Delétraz) in der letzten Runde des Rennens als Führende in der LMP2-Klasse. Ein gebrochener Gaspedalsensor stoppte den Oreca 07. Kubica war der erste polnische Gesamtsieger, Yifei der erste Chinesische.

## Einladungen
Zusätzlich zu allen Teilnehmern der FIA-Langstrecken-Weltmeisterschaft 2025 für die gesamte Saison wurden automatisch alle Meisterschaftssieger in der European Le Mans Series, der LMP2- und LMGT3-Klasse in der Asian Le Mans Series und dem Bronze Cup in der GT World Challenge Europe eingeladen. Auch die Zweitplatzierten der LMP2 der ELMS erhielten eine Einladung. Drei IMSA-Teams erhielten ebenfalls Einladungen, eines in Hypercar-Klasse und zwei weitere die nach Ermessen der IMSA vergeben werden.

### Startliste
| Startliste | Startliste                | Startliste                       | Startliste | Startliste            | Startliste             | Startliste               |
| Nr.        | Team                      | Fahrzeug                         | Reifen     | Fahrer                | Fahrer                 | Fahrer                   |
| ---------- | ------------------------- | -------------------------------- | ---------- | --------------------- | ---------------------- | ------------------------ |
| LMH        |                           |                                  |            |                       |                        |                          |
| 007        | Aston Martin THOR Team    | Aston Martin Valkyrie AMR-LMH    | M          | Tom Gamble            | Ross Gunn              | Harry Tincknell          |
| 009        | Aston Martin THOR Team    | Aston Martin Valkyrie AMR-LMH    | M          | Roman De Angelis      | Alex Riberas           | Marco Sørensen           |
| 4          | Porsche Penske Motorsport | Porsche 963                      | M          | Felipe Nasr           | Nick Tandy             | Pascal Wehrlein          |
| 5          | Porsche Penske Motorsport | Porsche 963                      | M          | Julien Andlauer       | Michael Christensen    | Mathieu Jaminet          |
| 6          | Porsche Penske Motorsport | Porsche 963                      | M          | Kévin Estre           | Laurens Vanthoor       | Matt Campbell            |
| 7          | Toyota Gazoo Racing       | Toyota GR010 Hybrid              | M          | Mike Conway           | Kamui Kobayashi        | Nyck de Vries            |
| 8          | Toyota Gazoo Racing       | Toyota GR010 Hybrid              | M          | Sébastien Buemi       | Brendon Hartley        | Ryō Hirakawa             |
| 12         | Cadillac Hertz Team Jota  | Cadillac V-Series.R              | M          | Alex Lynn             | Norman Nato            | Will Stevens             |
| 15         | BMW M Team WRT            | BMW M Hybrid V8                  | M          | Dries Vanthoor        | Raffaele Marciello     | Kevin Magnussen          |
| 20         | BMW M Team WRT            | BMW M Hybrid V8                  | M          | Sheldon van der Linde | Robin Frijns           | René Rast                |
| 35         | Alpine Endurance Team     | Alpine A424                      | M          | Paul-Loup Chatin      | Ferdinand Habsburg     | Charles Milesi           |
| 36         | Alpine Endurance Team     | Alpine A424                      | M          | Jules Gounon          | Frédéric Makowiecki    | Mick Schumacher          |
| 38         | Cadillac Hertz Team Jota  | Cadillac V-Series.R              | M          | Earl Bamber           | Sébastien Bourdais     | Jenson Button            |
| 50         | Ferrari AF Corse          | Ferrari 499P                     | M          | Antonio Fuoco         | Miguel Molina          | Nicklas Nielsen          |
| 51         | Ferrari AF Corse          | Ferrari 499P                     | M          | Alessandro Pier Guidi | James Calado           | Antonio Giovinazzi       |
| 83         | AF Corse                  | Ferrari 499P                     | M          | Robert Kubica         | Ye Yifei               | Philip Hanson            |
| 93         | Peugeot TotalEnergies     | Peugeot 9X8 2024                 | M          | Paul di Resta         | Mikkel Jensen          | Jean-Éric Vergne         |
| 94         | Peugeot TotalEnergies     | Peugeot 9X8 2024                 | M          | Loïc Duval            | Malthe Jakobsen        | Stoffel Vandoorne        |
| 99         | Proton Competition        | Porsche 963                      | M          | Nico Pino             | Neel Jani              | Nicolás Varrone          |
| 101        | Cadillac WTR              | Cadillac V-Series.R              | M          | Filipe Albuquerque    | Jordan Taylor          | Ricky Taylor             |
| 311        | Cadillac Whelen           | Cadillac V-Series.R              | M          | Jack Aitken           | Felipe Drugovich       | Frederik Vesti           |
| LMP2       |                           |                                  |            |                       |                        |                          |
| 9          | Iron Lynx - Proton        | Oreca 07                         | G          | Jonas Ried            | Macéo Capietto         | Reshad de Gerus          |
| 11         | Proton Competition        | Oreca 07                         | G          | Giorgio Roda          | René Binder            | Bent Viscaal             |
| 16         | RLR MSport                | Oreca 07                         | G          | Michael Jensen        | Ryan Cullen            | Patrick Pilet            |
| 18         | IDEC Sport                | Oreca 07                         | G          | Jamie Chadwick        | André Lotterer         | Mathys Jaubert           |
| 22         | United Autosports         | Oreca 07                         | G          | Renger van der Zande  | Pietro Fittipaldi      | David Heinemeier Hansson |
| 23         | United Autosports         | Oreca 07                         | G          | Ben Hanley            | Oliver Jarvis          | Daniel Schneider         |
| 24         | Nielsen Racing            | Oreca 07                         | G          | Cem Bölükbaşı         | Colin Braun            | Naveen Rao               |
| 25         | Algarve Pro Racing        | Oreca 07                         | G          | Lorenzo Fluxá         | Matthias Kaiser        | Théo Pourchaire          |
| 28         | IDEC Sport                | Oreca 07                         | G          | Paul Lafargue         | Job van Uitert         | Sebastián Álvarez        |
| 29         | TDS Racing                | Oreca 07                         | G          | Rodrigo Sales         | Mathias Beche          | Clément Novalak          |
| 34         | Inter Europol Competition | Oreca 07                         | G          | Nicholas Boulle       | Luca Ghiotto           | Jean-Baptiste Simmenauer |
| 37         | CLX Pure Rxcing           | Oreca 07                         | G          | Tom Blomqvist         | Aljaksandar Malychin   | Tristan Vautier          |
| 43         | Inter Europol Competition | Oreca 07                         | G          | Tom Dillmann          | Jakub Śmiechowski      | Nick Yelloly             |
| 45         | Algarve Pro Racing        | Oreca 07                         | G          | Nicky Catsburg        | George Kurtz           | Alex Quinn               |
| 48         | VDS Panis Racing          | Oreca 07                         | G          | Oliver Gray           | Esteban Masson         | Franck Perera            |
| 183        | AF Corse                  | Oreca 07                         | G          | François Perrodo      | António Félix da Costa | Matthieu Vaxivière       |
| 199        | AO by TF                  | Oreca 07                         | G          | Dane Cameron          | P. J. Hyett            | Louis Delétraz           |
| LMGT3      |                           |                                  |            |                       |                        |                          |
| 10         | Racing Spirit of Leman    | Aston Martin Vantage AMR GT3 Evo | G          | Derek DeBoer          | Valentin Hasse-Clot    | Eduardo Barrichello      |
| 13         | AWA Racing                | Chevrolet Corvette Z06 GT3.R     | G          | Orey Fidani           | Lars Kern              | Matthew Bell             |
| 21         | Vista AF Corse            | Ferrari 296 GT3                  | G          | François Hériau       | Simon Mann             | Alessio Rovera           |
| 27         | Heart of Racing Team      | Aston Martin Vantage AMR GT3 Evo | G          | Ian James             | Zacharie Robichon      | Mattia Drudi             |
| 31         | The Bend Team WRT         | BMW M4 GT3                       | G          | Yasser Shahin         | ––– Timur Boguslawski  | Augusto Farfus           |
| 33         | TF Sport                  | Chevrolet Corvette Z06 GT3.R     | G          | Ben Keating           | Jonny Edgar            | Daniel Juncadella        |
| 46         | Team WRT                  | BMW M4 GT3                       | G          | Ahmad Al Harthy       | Kelvin van der Linde   | Valentino Rossi          |
| 54         | Vista AF Corse            | Ferrari 296 GT3                  | G          | Thomas Flohr          | Francesco Castellacci  | Davide Rigon             |
| 57         | Kessel Racing             | Ferrari 296 GT3                  | G          | Takeshi Kimura        | Daniel Serra           | Casper Stevenson         |
| 59         | United Autosports         | McLaren 720S GT3 Evo             | G          | James Cottingham      | Grégoire Saucy         | Sébastien Baud           |
| 60         | Iron Lynx                 | Mercedes-AMG LMGT3               | G          | Andrew Gilbert        | Lorcan Hanafin         | Fran Rueda               |
| 61         | Iron Lynx                 | Mercedes-AMG LMGT3               | G          | Martin Berry          | Lin Hodenius           | Maxime Martin            |
| 63         | Iron Lynx                 | Mercedes-AMG LMGT3               | G          | Stephen Grove         | Brenton Grove          | Luca Stolz               |
| 77         | Proton Competition        | Ford Mustang GT3                 | G          | Bernardo Sousa        | Ben Tuck               | Ben Barker               |
| 78         | Akkodis ASP Team          | Lexus RC F GT3                   | G          | Arnold Robin          | Jack Hawksworth        | Finn Gehrsitz            |
| 81         | TF Sport                  | Chevrolet Corvette Z06 GT3.R     | G          | Tom Van Rompuy        | Charlie Eastwood       | Rui Andrade              |
| 85         | Iron Dames                | Porsche 911 GT3 R LMGT3          | G          | Célia Martin          | Rahel Frey             | Sarah Bovy               |
| 87         | Akkodis ASP Team          | Lexus RC F GT3                   | G          | Răzvan Umbrărescu     | José María López       | Clemens Schmid           |
| 88         | Proton Competition        | Ford Mustang GT3                 | G          | Stefano Gattuso       | Giammarco Levorato     | Dennis Olsen             |
| 90         | Manthey                   | Porsche 911 GT3 R LMGT3          | G          | Antares Au            | Loek Hartog            | Klaus Bachler            |
| 92         | Manthey 1st Phorm         | Porsche 911 GT3 R LMGT3          | G          | Ryan Hardwick         | Riccardo Pera          | Richard Lietz            |
| 95         | United Autosports         | McLaren 720S GT3 Evo             | G          | Darren Leung          | Sean Gelael            | Marino Satō              |
| 150        | Richard Mille AF Corse    | Ferrari 296 GT3                  | G          | Custodio Toledo       | Lilou Wadoux           | Riccardo Agostini        |
| 193        | Ziggo Sport Tempesta      | Ferrari 296 GT3                  | G          | Jonathan Hui          | Chris Froggatt         | Eddie Cheever III        |

### Reservefahrzeuge
Wie in den Vorjahren veröffentlichte der ACO zeitgleich mit der ersten vorläufigen Startliste auch eine Liste der Reservefahrzeuge. In der Liste von eins bis sechs nominiert, rücken die Fahrzeuge in dieser Reihenfolge für Ausfälle in der ursprünglichen Startliste nach.
| Klasse | Nr. | Team               | Fahrzeug        | Nominierter Fahrer   | Nominierter Fahrer | Nominierter Fahrer |
| ------ | --- | ------------------ | --------------- | -------------------- | ------------------ | ------------------ |
| LMH    | 44  | Proton Competition | Porsche 963     | Tristan Vautier      |                    |                    |
| LMGT3  | 86  | GR Racing          | Ferrari 296 GT3 | Mike Wainwright      |                    |                    |
| LMP2   | 3   | DKR Engineering    | Oreca 07        | Alexander Mattschull |                    |                    |
| LMP2   | 30  | Duqueine Team      | Oreca 07        | Mark Patterson       |                    |                    |
| LMGT3  | 66  | JMW Motorsport     | Ferrari 296 GT3 | Scott Noble          | Jason Hart         |                    |
| LMP2   | 26  | Vector Sport       | Oreca 07        | Ryan Cullen          | Vladislav Lomko    | Pietro Fittipaldi  |

### Änderungen in der Startliste
- Andrew Gilbert ersetzte Claudio Schiavoni im Mercedes-AMG LMGT3 mit der Startnummer 60
- Lorcan Hanafin ersetzte Matteo Cressoni im Mercedes-AMG LMGT3 mit der Startnummer 60
- Fran Rueda ersetzte Matteo Cairoli im Mercedes-AMG LMGT3 mit der Startnummer 60
- Martin Berry ersetzte Christian Ried im Mercedes-AMG LMGT3 mit der Startnummer 61
- Jack Hawksworth ersetzte Ben Barnicoat im Lexus RC F GT3  mit der Startnummer 78
- Sarah Bovy ersetzte Michelle Gatting im Porsche 911 GT3 R LMGT3  mit der Startnummer 85

## Trainingszeiten

### Qualifikation
| Pos. | Klasse   | Nr. | Team                      | Qualifikation | Hyperpole 1 | Hyperpole 2 | Startplatz |
| ---- | -------- | --- | ------------------------- | ------------- | ----------- | ----------- | ---------- |
| 1    | Hypercar | 12  | Cadillac Hertz Team Jota  | 3:22.847      | 3:23.641    | 3:23.166    | 1          |
| 2    | Hypercar | 38  | Cadillac Hertz Team Jota  | 3:23.467      | 3:23.141    | 3:23.333    | 2          |
| 3    | Hypercar | 5   | Porsche Penske Motorsport | 3:23.544      | 3:23.979    | 3:23.475    | 3          |
| 4    | Hypercar | 15  | BMW M Team WRT            | 3:22.887      | 3:24.061    | 3:23.659    | 4          |
| 5    | Hypercar | 4   | Porsche Penske Motorsport | 3:24.584      | 3:23.547    | 3:23.983    | 5          |
| 6    | Hypercar | 20  | BMW M Team WRT            | 3:23.805      | 3:23.250    | 3:24.009    | 6          |
| 7    | Hypercar | 50  | Ferrari AF Corse          | 3:23.514      | 3:23.273    | 3:24.213    | 7          |
| 8    | Hypercar | 311 | Cadillac Whelen           | 3:23.890      | 3:22.742    | 3:24.380    | 8          |
| 9    | Hypercar | 36  | Alpine Endurance Team     | 3:23.945      | 3:23.462    | 3:24.398    | 9          |
| 10   | Hypercar | 8   | Toyota Gazoo Racing       | 3:23.988      | 3:23.546    | keine Zeit  | 10         |
| 11   | Hypercar | 51  | Ferrari AF Corse          | 3:23.163      | 3:24.143    |             | 11         |
| 12   | Hypercar | 35  | Alpine Endurance Team     | 3:24.667      | 3:24.153    |             | 12         |
| 13   | Hypercar | 83  | AF Corse                  | 3:23.994      | 3:24.327    |             | 13         |
| 14   | Hypercar | 101 | Cadillac WTR              | 3:24.030      | 3:24.811    |             | 14         |
| 15   | Hypercar | 009 | Aston Martin THOR Team    | 3:24.869      | 3:25.258    |             | 15         |
| 16   | Hypercar | 7   | Toyota Gazoo Racing       | 3:25.062      |             |             | 16         |
| 17   | Hypercar | 94  | Peugeot TotalEnergies     | 3:25.240      |             |             | 17         |
| 18   | Hypercar | 93  | Peugeot TotalEnergies     | 3:25.494      |             |             | 18         |
| 19   | Hypercar | 99  | Proton Competition        | 3:25.527      |             |             | 19         |
| 20   | Hypercar | 007 | Aston Martin THOR Team    | 3:26.349      |             |             | 20         |
| 21   | Hypercar | 6   | Porsche Penske Motorsport | 3:23.360      |             |             | 21         |
| 22   | LMP2     | 29  | TDS Racing                | 3:36.163      | 3:35.933    | 3:35.062    | 22         |
| 23   | LMP2     | 43  | Inter Europol Competition | 3:36.958      | 3:34.657    | 3:35.333    | 23         |
| 24   | LMP2     | 199 | AO by TF                  | 3:35.472      | 3:35.298    | 3:35.421    | 24         |
| 25   | LMP2     | 23  | United Autosports         | 3:35.657      | 3:36.463    | 3:35.459    | 25         |
| 26   | LMP2     | 22  | United Autosports         | 3:36.536      | 3:35.473    | 3:35.615    | 26         |
| 27   | LMP2     | 37  | CLX – Pure Rxcing         | 3:37.652      | 3:36.365    | 3:36.184    | 27         |
| 28   | LMP2     | 183 | AF Corse                  | 3:37.394      | 3:36.323    | 3:36.993    | 28         |
| 29   | LMP2     | 16  | RLR MSport                | 3:37.119      | 3:36.468    | 3:38.922    | 29         |
| 30   | LMP2     | 28  | IDEC Sport                | 3:37.004      | 3:36.675    |             | 30         |
| 31   | LMP2     | 45  | Algarve Pro Racing        | 3:35.954      | 3:36.834    |             | 31         |
| 32   | LMP2     | 48  | VDS Panis Racing          | 3:36.588      | 3:36.844    |             | 32         |
| 33   | LMP2     | 25  | Algarve Pro Racing        | 3:36.612      | 3:37.120    |             | 33         |
| 34   | LMP2     | 11  | Proton Competition        | 3:37.767      |             |             | 34         |
| 35   | LMP2     | 18  | IDEC Sport                | 3:37.940      |             |             | 35         |
| 36   | LMP2     | 9   | Iron Lynx – Proton        | 3:38.548      |             |             | 36         |
| 37   | LMP2     | 34  | Inter Europol Competition | 3:39.328      |             |             | 37         |
| 38   | LMP2     | 24  | Nielsen Racing            | 3:40.271      |             |             | 38         |
| 39   | LMGT3    | 27  | Heart of Racing Team      | 3:57.083      | 3:54.718    | 3:52.789    | 39         |
| 40   | LMGT3    | 21  | Vista AF Corse            | 3:58.116      | 3:54.745    | 3:53.085    | 40         |
| 41   | LMGT3    | 46  | Team WRT                  | 3:56.875      | 3:54.345    | 3:54.966    | 41         |
| 42   | LMGT3    | 61  | Iron Lynx                 | 3:58.732      | 3:54.731    | 3:54.998    | 42         |
| 43   | LMGT3    | 92  | Manthey 1st Phorm         | 3:57.255      | 3:54.659    | 3:55.140    | 43         |
| 44   | LMGT3    | 81  | TF Sport                  | 3:57.690      | 3:54.646    | 3:55.740    | 44         |
| 45   | LMGT3    | 95  | United Autosports         | 3:58.977      | 3:55.186    | 3:55.965    | 45         |
| 46   | LMGT3    | 78  | Akkodis ASP Team          | 3:57.321      | 3:54.934    | 4:03.660    | 46         |
| 47   | LMGT3    | 193 | Ziggo Sport Tempesta      | 3:57.960      | 3:55.853    |             | 47         |
| 48   | LMGT3    | 88  | Proton Competition        | 3:57.827      | 3:56.160    |             | 48         |
| 49   | LMGT3    | 59  | United Autosports         | 3:58.106      | 3:56.171    |             | 49         |
| 50   | LMGT3    | 54  | Vista AF Corse            | 3:58.632      |             |             | 50         |
| 51   | LMGT3    | 77  | Proton Competition        | 3:59.004      |             |             | 51         |
| 52   | LMGT3    | 87  | Akkodis ASP Team          | 3:59.037      |             |             | 52         |
| 53   | LMGT3    | 57  | Kessel Racing             | 3:59.092      |             |             | 53         |
| 54   | LMGT3    | 31  | The Bend Team WRT         | 3:59.288      |             |             | 54         |
| 55   | LMGT3    | 10  | Racing Spirit of Léman    | 3:59.472      |             |             | 55         |
| 56   | LMGT3    | 85  | Iron Dames                | 4:00.026      |             |             | 56         |
| 57   | LMGT3    | 90  | Manthey                   | 4:00.450      |             |             | 57         |
| 58   | LMGT3    | 13  | AWA Racing                | 4:01.099      |             |             | 58         |
| 59   | LMGT3    | 150 | Richard Mille AF Corse    | keine Zeit    |             |             | 59         |
| 60   | LMGT3    | 33  | TF Sport                  | keine Zeit    |             |             | 60         |
| 61   | LMGT3    | 60  | Iron Lynx                 | keine Zeit    |             |             | 61         |
| 62   | LMGT3    | 63  | Iron Lynx                 | keine Zeit    |             |             | 62         |

## Ergebnisse

### Schlussklassement
| Pos.            | Klasse | Nr. | Team                      | Fahrer                                                          | Chassis                          | Motor                                       | Reifen | Runden |
| --------------- | ------ | --- | ------------------------- | --------------------------------------------------------------- | -------------------------------- | ------------------------------------------- | ------ | ------ |
| 1               | LMH    | 83  | AF Corse                  | Philip Hanson Robert Kubica Ye Yifei                            | Ferrari 499P                     | Ferrari 3.0L V6 à 90° Bi-Turbo Hybrid       | M      | 387    |
| 2               | LMH    | 6   | Porsche Penske Motorsport | Matt Campbell Kévin Estre Laurens Vanthoor                      | Porsche 963                      | Porsche 9RD 4.6L V8 Bi-Turbo Hybrid         | M      | 387    |
| 3               | LMH    | 51  | Ferrari AF Corse          | James Calado Antonio Giovinazzi Alessandro Pier Guidi           | Ferrari 499P                     | Ferrari 3.0L V6 à 90° Bi-Turbo Hybrid       | M      | 387    |
| 4               | LMH    | 12  | Cadillac Hertz Team Jota  | Alex Lynn Norman Nato Will Stevens                              | Cadillac V-Series.R              | Cadillac LMC55R 5.5L V8                     | M      | 387    |
| 5               | LMH    | 7   | Toyota Gazoo Racing       | Mike Conway Kamui Kobayashi Nyck de Vries                       | Toyota GR010 Hybrid              | Toyota H8909 3.5 L Turbo V6                 | M      | 386    |
| 6               | LMH    | 5   | Porsche Penske Motorsport | Julien Andlauer Michael Christensen Mathieu Jaminet             | Porsche 963                      | Porsche 9RD 4.6L V8 Bi-Turbo Hybrid         | M      | 386    |
| 7               | LMH    | 38  | Cadillac Hertz Team Jota  | Earl Bamber Sébastien Bourdais Jenson Button                    | Cadillac V-Series.R              | Cadillac LMC55R 5.5L V8                     | M      | 386    |
| 8               | LMH    | 4   | Porsche Penske Motorsport | Felipe Nasr Nick Tandy Pascal Wehrlein                          | Porsche 963                      | Porsche 9RD 4.6L V8 Bi-Turbo Hybrid         | M      | 386    |
| 9               | LMH    | 35  | Alpine Endurance Team     | Paul-Loup Chatin Ferdinand Habsburg Charles Milesi              | Alpine A424                      | Mecachrome V634 3.4L Turbo V6               | M      | 385    |
| 10              | LMH    | 36  | Alpine Endurance Team     | Jules Gounon Frédéric Makowiecki Mick Schumacher                | Alpine A424                      | Mecachrome V634 3.4L Turbo V6               | M      | 384    |
| 11              | LMH    | 94  | Peugeot TotalEnergies     | Loïc Duval Malthe Jakobsen Stoffel Vandoorne                    | Peugeot 9X8 2024                 | Peugeot X6H 2.6 L Turbo V6                  | M      | 384    |
| 12              | LMH    | 009 | Aston Martin THOR Team    | Roman De Angelis Alex Riberas Marco Sørensen                    | Aston Martin Valkyrie AMR-LMH    | Cosworth RA 6.5 L V12                       | M      | 383    |
| 13              | LMH    | 99  | Proton Competition        | Neel Jani Nico Pino Nicolás Varrone                             | Porsche 963                      | Porsche 9RD 4.6L V8 Bi-Turbo Hybrid         | M      | 383    |
| 14              | LMH    | 007 | Aston Martin THOR Team    | Tom Gamble Ross Gunn Harry Tincknell                            | Aston Martin Valkyrie AMR-LMH    | Cosworth RA 6.5 L V12                       | M      | 381    |
| 15              | LMH    | 8   | Toyota Gazoo Racing       | Sébastien Buemi Brendon Hartley Ryō Hirakawa                    | Toyota GR010 Hybrid              | Toyota H8909 3.5 L Turbo V6                 | M      | 380    |
| 16              | LMH    | 93  | Peugeot TotalEnergies     | Paul di Resta Mikkel Jensen Jean-Éric Vergne                    | Peugeot 9X8 2024                 | Peugeot X6H 2.6 L Turbo V6                  | M      | 379    |
| 17              | LMH    | 20  | BMW M Team WRT            | Robin Frijns René Rast Sheldon van der Linde                    | BMW M Hybrid V8                  | BMW P66/3 4.0 L Turbo V8                    | M      | 375    |
| 18              | LMP2   | 43  | Inter Europol Competition | Tom Dillmann Jakub Śmiechowski Nick Yelloly                     | Oreca 07                         | Gibson GK428 V8                             | G      | 367    |
| 19              | LMP2   | 48  | Panis Racing              | Oliver Gray Esteban Masson Franck Perera                        | Oreca 07                         | Gibson GK428 V8                             | G      | 367    |
| 20              | LMP2   | 199 | AO by TF                  | Dane Cameron Louis Delétraz P. J. Hyett                         | Oreca 07                         | Gibson GK428 V8                             | G      | 366    |
| 21              | LMP2   | 9   | Iron Lynx - Proton        | Macéo Capietto Reshad de Gerus Jonas Ried                       | Oreca 07                         | Gibson GK428 V8                             | G      | 365    |
| 22              | LMP2   | 29  | TDS Racing                | Mathias Beche Clément Novalak Rodrigo Sales                     | Oreca 07                         | Gibson GK428 V8                             | G      | 365    |
| 23              | LMP2   | 11  | Proton Competition        | René Binder Giorgio Roda Bent Viscaal                           | Oreca 07                         | Gibson GK428 V8                             | G      | 365    |
| 24              | LMP2   | 22  | United Autosports         | Pietro Fittipaldi David Heinemeier Hansson Renger van der Zande | Oreca 07                         | Gibson GK428 V8                             | G      | 364    |
| 25              | LMP2   | 25  | Algarve Pro Racing        | Lorenzo Fluxá Matthias Kaiser Théo Pourchaire                   | Oreca 07                         | Gibson GK428 V8                             | G      | 364    |
| 26              | LMP2   | 183 | AF Corse                  | António Félix da Costa François Perrodo Matthieu Vaxivière      | Oreca 07                         | Gibson GK428 V8                             | G      | 364    |
| 27              | LMP2   | 34  | Inter Europol Competition | Nicholas Boulle Luca Ghiotto Jean-Baptiste Simmenauer           | Oreca 07                         | Gibson GK428 V8                             | G      | 363    |
| 28              | LMP2   | 23  | United Autosports         | Ben Hanley Oliver Jarvis Daniel Schneider                       | Oreca 07                         | Gibson GK428 V8                             | G      | 363    |
| 29              | LMP2   | 16  | RLR MSport                | Ryan Cullen Michael Jensen Patrick Pilet                        | Oreca 07                         | Gibson GK428 V8                             | G      | 362    |
| 30              | LMP2   | 45  | Algarve Pro Racing        | Nicky Catsburg George Kurtz Alex Quinn                          | Oreca 07                         | Gibson GK428 V8                             | G      | 362    |
| 31              | LMH    | 15  | BMW M Team WRT            | Kevin Magnussen Raffaele Marciello Dries Vanthoor               | BMW M Hybrid V8                  | BMW P66/3 4.0 L Turbo V8                    | M      | 361    |
| 32              | LMP2   | 37  | CLX Pure Rxcing           | Tom Blomqvist Aljaksandar Malychin Tristan Vautier              | Oreca 07                         | Gibson GK428 V8                             | G      | 358    |
| 33              | LMGT3  | 92  | Manthey 1st Phorm         | Ryan Hardwick Richard Lietz Riccardo Pera                       | Porsche 911 GT3 R LMGT3          | Porsche flat-six engine M97/80 4.2 L Flat-6 | G      | 341    |
| 34              | LMGT3  | 21  | Vista AF Corse            | François Hériau Simon Mann Alessio Rovera                       | Ferrari 296 GT3                  | Ferrari F163CE 3.0 L Turbo V6               | G      | 341    |
| 35              | LMGT3  | 81  | TF Sport                  | Rui Andrade Charlie Eastwood Tom Van Rompuy                     | Chevrolet Corvette Z06 GT3.R     | Chevrolet LT6.R 5.5 L V8                    | G      | 341    |
| 36              | LMGT3  | 27  | Heart of Racing Team      | Mattia Drudi Ian James Zacharie Robichon                        | Aston Martin Vantage AMR GT3 Evo | Aston Martin M177 4.0 L Turbo V8            | G      | 341    |
| 37              | LMGT3  | 87  | Akkodis ASP Team          | José María López Clemens Schmid Răzvan Umbrărescu               | Lexus RC F GT3                   | Toyota 2UR-GSE 5.0 L V8                     | G      | 340    |
| 38              | LMGT3  | 90  | Manthey                   | Antares Au Klaus Bachler Loek Hartog                            | Porsche 911 GT3 R LMGT3          | Porsche flat-six engine M97/80 4.2 L Flat-6 | G      | 340    |
| 39              | LMGT3  | 33  | TF Sport                  | Jonny Edgar Daniel Juncadella Ben Keating                       | Chevrolet Corvette Z06 GT3.R     | Chevrolet LT6.R 5.5 L V8                    | G      | 339    |
| 40              | LMGT3  | 57  | Kessel Racing             | Takeshi Kimura Daniel Serra Casper Stevenson                    | Ferrari 296 GT3                  | Ferrari F163CE 3.0 L Turbo V6               | G      | 339    |
| 41              | LMGT3  | 77  | Proton Competition        | Ben Barker Bernardo Sousa Ben Tuck                              | Ford Mustang GT3                 | Ford Modular engine 5.4 L V8                | G      | 338    |
| 42              | LMGT3  | 13  | AWA Racing                | Matthew Bell Orey Fidani Lars Kern                              | Chevrolet Corvette Z06 GT3.R     | Chevrolet LT6.R 5.5 L V8                    | G      | 338    |
| 43              | LMGT3  | 150 | Richard Mille AF Corse    | Riccardo Agostini Custodio Toledo Lilou Wadoux                  | Ferrari 296 GT3                  | Ferrari F163CE 3.0 L Turbo V6               | G      | 338    |
| 44              | LMGT3  | 61  | Iron Lynx                 | Martin Berry Lin Hodenius Maxime Martin                         | Mercedes-AMG LMGT3               | Mercedes-AMG M159 6.2L V8                   | G      | 337    |
| 45              | LMGT3  | 10  | Racing Spirit of Léman    | Eduardo Barrichello Derek DeBoer Valentin Hasse-Clot            | Aston Martin Vantage AMR GT3 Evo | Aston Martin M177 4.0 L Turbo V8            | G      | 336    |
| 46              | LMGT3  | 193 | Ziggo Sport Tempesta      | Eddie Cheever III Chris Froggatt Jonathan Hui                   | Ferrari 296 GT3                  | Ferrari F163CE 3.0 L Turbo V6               | G      | 335    |
| 47              | LMGT3  | 63  | Iron Lynx                 | Brenton Grove Stephen Grove Luca Stolz                          | Mercedes-AMG LMGT3               | Mercedes-AMG M159 6.2L V8                   | G      | 334    |
| 48              | LMGT3  | 85  | Iron Dames                | Sarah Bovy Rahel Frey Célia Martin                              | Porsche 911 GT3 R LMGT3          | Porsche flat-six engine M97/80 4.2 L Flat-6 | G      | 334    |
| Nicht klassiert |        |     |                           |                                                                 |                                  |                                             |        |        |
| 49              | LMGT3  | 59  | United Autosports         | Sébastien Baud James Cottingham Grégoire Saucy                  | McLaren 720S GT3 Evo             | McLaren M840T 4.0 L Turbo V8                | G      | 314    |
| Disqualifiziert |        |     |                           |                                                                 |                                  |                                             |        |        |
| 50              | LMH    | 50  | Ferrari AF Corse          | Antonio Fuoco Miguel Molina Nicklas Nielsen                     | Ferrari 499P                     | Ferrari 3.0L V6 à 90° Bi-Turbo Hybrid       | M      | 387    |
| Ausgefallen     |        |     |                           |                                                                 |                                  |                                             |        |        |
| 51              | LMP2   | 28  | IDEC Sport                | Sebastián Álvarez Paul Lafargue Job van Uitert                  | Oreca 07                         | Gibson GK428 V8                             | G      | 308    |
| 52              | LMGT3  | 78  | Akkodis ASP Team          | Finn Gehrsitz Jack Hawksworth Arnold Robin                      | Lexus RC F GT3                   | Toyota 2UR-GSE 5.0 L V8                     | G      | 268    |
| 53              | LMH    | 311 | Cadillac Whelen           | Jack Aitken Felipe Drugovich Frederik Vesti                     | Cadillac V-Series.R              | Cadillac LMC55R 5.5L V8                     | M      | 247    |
| 54              | LMP2   | 18  | IDEC Sport                | Jamie Chadwick Mathys Jaubert André Lotterer                    | Oreca 07                         | Gibson GK428 V8                             | G      | 206    |
| 55              | LMGT3  | 54  | Vista AF Corse            | Francesco Castellacci Thomas Flohr Davide Rigon                 | Ferrari 296 GT3                  | Ferrari F163CE 3.0 L Turbo V6               | G      | 192    |
| 56              | LMH    | 101 | Cadillac WTR              | Filipe Albuquerque Jordan Taylor Ricky Taylor                   | Cadillac V-Series.R              | Cadillac LMC55R 5.5L V8                     | M      | 189    |
| 57              | LMP2   | 24  | Nielsen Racing            | Cem Bölükbaşı Colin Braun Naveen Rao                            | Oreca 07                         | Gibson GK428 V8                             | G      | 170    |
| 58              | LMGT3  | 31  | The Bend Team WRT         | ---- Timur Boguslawski Augusto Farfus Yasser Shahin             | BMW M4 GT3 Evo                   | BMW P58 L Turbo I6                          | G      | 168    |
| 59              | LMGT3  | 46  | Team WRT                  | Ahmad Al Harthy Valentino Rossi Kelvin van der Linde            | BMW M4 GT3 Evo                   | BMW P58 L Turbo I6                          | G      | 156    |
| 60              | LMGT3  | 95  | United Autosports         | Sean Gelael Darren Leung Marino Satō                            | McLaren 720S GT3 Evo             | McLaren M840T 4.0 L Turbo V8                | G      | 80     |
| 61              | LMGT3  | 60  | Iron Lynx                 | Andrew Gilbert Lorcan Hanafin Fran Rueda                        | Mercedes-AMG LMGT3               | Mercedes-AMG M159 6.2L V8                   | G      | 57     |
| 62              | LMGT3  | 88  | Proton Competition        | Stefano Gattuso Giammarco Levorato Dennis Olsen                 | Ford Mustang GT3                 | Ford Modular engine 5.4 L V8                | G      | 46     |

### Nur in der Meldeliste
Weitere gemeldete Teams, Fahrzeuge und Fahrer finden sich in der Start- und Reserveliste.

### Klassensieger
| Klasse | Fahrer        | Fahrer            | Fahrer        | Fahrzeug                | Platzierung im Gesamtklassement |
| ------ | ------------- | ----------------- | ------------- | ----------------------- | ------------------------------- |
| LMH    | Philip Hanson | Robert Kubica     | Ye Yifei      | Ferrari 499P            | Gesamtsieg                      |
| LMP2   | Tom Dillmann  | Jakub Śmiechowski | Nick Yelloly  | Oreca 07                | Rang 18                         |
| LMGT3  | Richard Lietz | Ryan Hardwick     | Riccardo Pera | Porsche 911 GT3 R LMGT3 | Rang 33                         |

### Hypercar-Balance-of-Performance
| Fahrzeug                            | Mindestgewicht | Max. Leistung | Max. Energiemenge pro Stint | Leistungsänderung ab 250 km/h | Hybridboost ab | Handicap Nachtanken |
| ----------------------------------- | -------------- | ------------- | --------------------------- | ----------------------------- | -------------- | ------------------- |
| Cadillac V-Series.R (LMDh)          | 1037 kg (- 5)  | 517 kW (+ 16) | 905 Megajoule (- 1)         | - 0,8 % (- 4,6)               | –              | 1 Sekunde           |
| Ferrari 499P (LMH)                  | 1042 kg (- 15) | 515 kW (+ 26) | 896 Megajoule (- 1)         | - 2,9 % (- 6,6)               | 190 km/h       | 1,2 Sekunden        |
| Peugeot 9X8 2024 (LMH)              | 1039 kg (+ 9)  | 507 kW (- 13) | 889 Megajoule (- 13)        | - 1,2 % (+ 2,5)               | 190 km/h       | 1,2 Sekunden        |
| Porsche 963 (LMDh)                  | 1041 kg (- 14) | 511 kW (+ 17) | 917 Megajoule (+ 12)        | + 1,4 % (- 2)                 | –              | 1 Sekunde           |
| Toyota GR010 Hybrid (LMH)           | 1053 kg (-16)  | 520 kW (+ 40) | 914 Megajoule (+ 9)         | - 1,3 % (- 9,6)               | 190 km/h       | 1,2 Sekunden        |
| BMW M Hybrid V8 (LMDh)              | 1039 kg (- 10) | 510 kW (+ 7)  | 919 Megajoule (+ 12)        | + 2 % (+ 0,8)                 | –              | 1 Sekunde           |
| Alpine A424 (LMDh)                  | 1039 kg (- 4)  | 517 kW (- 3)  | 897 Megajoule (- 8)         | - 1,7 % (- 2,7)               | –              | 1 Sekunde           |
| Aston Martin Valkyrie AMR-LMH (LMH) | 1030 kg (- 5)  | 520 kW        | 910 Megajoule (+ 2)         | - 0,8 % (- 1,9)               | –              | –                   |

### Renndaten
- Gemeldet: 78
- Gestartet: 62
- Gewertet: 48
- Rennklassen: 3
- Zuschauer: 350.000
- Ehrenstarter des Rennens: Roger Federer, ehemaliger Schweizer Tennisspieler
- Wetter am Rennwochenende: warm und trocken
- Streckenlänge: 13,626 km
- Fahrzeit des Siegerteams: 24:02:53,332 Stunden
- Runden des Siegerteams: 387
- Distanz des Siegerteams: 5273,262 km
- Siegerschnitt: unbekannt
- Pole Position: Alex Lynn – Cadillac V.Series.R (#12) – 3:23,166
- Schnellste Rennrunde: Jack Aitken – Cadillac V.Series.R (#311) – 3:22,742 = 242,000 km/h
- Rennserie: 5. Lauf zur FIA-Langstrecken-Weltmeisterschaft 2024